# Evangelion Shin Gekijōban: Ha
Evangelion Shin Gekijōban: Ha (ヱヴァンゲリヲン新劇場版: 破, エヴァンゲリオン しんげきじょうばん：は) thường được biết với tên phụ khi dùng để giới thiệu là Evangelion: 2.0 You Can (Not) Advance là một phim anime do Tsurumaki Kazuya và Masayuki đạo diễn còn Anno Hideaki viết cốt truyện. Đây là phim thứ hai trong bộ tứ phim anime làm lại của Evangelion thực hiện dựa trên bộ anime Shin Seiki Evangelion. Phim được thực hiện và phân phối dựa trên sự cộng tác của xưởng phim Studio Khara của Anno và Gainax.
Cốt truyện tiếp tục sau Evangelion Shin Gekijōban: Jo và Ikari Shinji tiếp tục điều khiển các mecha Evangelion khổng lồ chống lại các Angels. Nhiều tình tiết trong phim được lấy từ cốt truyện gốc nhưng một số tình tiết mới bắt đầu được thêm vào và thay thế các tình tiết cũ, nhân vật mới cũng bắt đầu xuất hiện trong phim này và kỹ thuật vẽ 3D cũng được áp dụng khi làm phim. Do có nhiều chi tiết mới nên khi kết thúc phim đã hoàn toàn tách ra khỏi cốt truyện gốc để làm nền bắt đầu mới cho bộ phim thứ ba là Evangelion Shin Gekijōban: Q.
Trong hai ngày đầu công chiếu bộ phim đã thu hút được 354.852 người tại 120 rạp tại Nhật Bản và thu về 512.180.200 yen (5.371.000$) và đến cuối năm 2009 thì phim có doanh thu 40.303.632 $ tại Nhật.

## Tổng quan

### Sơ lược cốt truyện
Truyện kể về Shinji Ikari-một học sinh 14 tuổi bình thường, bỗng một ngày trở thành phi công lái Eva - những rô-bốt sinh học do con người chế tạo - để chiến đấu chống lại Angel-những quái vật xuất hiện sau Chấn Động Thứ Hai. Tuy nhiên, xen lẫn giữa những cuộc chiến đấu là cảm giác vừa sợ hãi, căng thẳng của nhân vật chính. Bộ phim kết thúc sau khi Shinji cùng với Rei Ayanami - một phi công Eva khác tiệu diệt được Eva thứ 4.

### Nhân vật

#### Điều khiển Evangelion
Ikari Shinji (碇 シンジ, いかり シンジ)
Lồng tiếng bởi: Ogata Megumi
Ayanami Rei (綾波 レイ, あやなみ レイ)
Lồng tiếng bởi: Hayashibara Megumi
Soryu Asuka Langley (惣流・アスカ・ラングレー, そうりゅう・アスカ・ラングレー)
Lồng tiếng bởi: Miyamura Yūko
Makinami Mari Illustrious (真希波・マリ・イラストリアス, まきなみ・マリ・イラストリアス)
Lồng tiếng bởi: Sakamoto Maaya
Nagisa Kaworu (渚カヲル, なぎさ カヲル)
Lồng tiếng bởi: Ishida Akira

#### NERV
Katsuragi Misato (葛城 ミサト, かつらぎ ミサト)
Lồng tiếng bởi: Mitsuishi Kotono
Akagi Ritsuko (赤木リツコ, あかぎ リツコ)
Lồng tiếng bởi: Yamaguchi Yuriko
Kaji Ryōji (加持リョウジ, かじ リョウジ)
Lồng tiếng bởi: Yamadera Kōichi
Ikari Gendō (碇ゲンドウ, いかり ゲンドウ)
Lồng tiếng bởi: Tachiki Fumihiko
Fuyutsuki Kouzou (冬月コウゾウ, ふゆつき コウゾウ)
Lồng tiếng bởi: Kiyokawa Motomu
Ibuki Maya (伊吹マヤ, いぶき マヤ)
Lồng tiếng bởi: Nagasawa Miki
Aoba Shigeru (青葉シゲル, あおば シゲル)
Lồng tiếng bởi: Koyasu Takehito
Hyuuga Makoto (日向マコト, ひゅうが マコト)
Lồng tiếng bởi: Yūki Hiro

#### Bạn của Shinji
Suzuhara Touji (鈴原トウジ, すずはら トウジ)
Lồng tiếng bởi: Seki Tomokazu
Aida Kensuke (相田ケンスケ, あいだ ケンスケ)
Lồng tiếng bởi: Iwanaga Tetsuya
Horaki Hikari (洞木ヒカリ, ほらき ヒカリ)
Lồng tiếng bởi: Iwao Junko

#### Khác
Keel Lorenz (キール・ローレンツ)
Lồng tiếng bởi: Terada Makoto
Pen Pen (ペンペン)
Lồng tiếng bởi: Hayashibara Megumi
ikari Yui (碇ユイ, いかり ユイ)
Lồng tiếng bởi: Hayashibara Megumi

## Sản xuất
Việc thực hiện bộ phim thứ hai này được xác nhận vào tháng 9 năm 2006 với kế hoạch khi đó là sẽ công chiếu vào khoảng tháng 1 năm 2008 với độ dài 90 phút. Vào tháng 11 năm 2006 thì tạp chí chuyên về anime là Newtype đã khẳng định là cốt truyện của phim đã được viết từ ngay khi bộ phim đang được hoàn tất. Anno đã công bố là các nhân vật mới sẽ bắt xuất hiện từ phim thứ hai này. Thời điểm công chiếu đã bị dời lại nhiều lần so với kế hoạch ban đầu và kế hoạch cuối cùng là công chiếu vào đầu mùa hè năm 2009 và phim đã công chiếu vào ngày 27 tháng 6 năm 2009.

## Âm nhạc
Bài hát chủ đề của phim là bài hát kết thúc Beautiful World -PLANiTb Acoustica Mix- do Utada Hikaru trình bày. Các bản nhạc trong bộ phim đều do Sagisu Shirō biên soạn, album chứa các bản nhạc này đã phát hành vào ngày 08 tháng 7 năm 2009 với cả hai phiên bản bình thường và đặc biệt, phiên bản bình thường chỉ có 36 bản nhạc còn phiên bản đặc biệt có đính kèm thêm một đĩa chứa 23 bản nhạc nữa. Các bản nhạc dùng bộ phim giành được giải Âm nhạc hay nhất tại lễ trao giải Tokyo Anime năm 2010.
| Beautiful World -PLANiTb Acoustica Mix- (ビューティフル ワールド プラニットビー アコースティカ ミックス) | Beautiful World -PLANiTb Acoustica Mix- (ビューティフル ワールド プラニットビー アコースティカ ミックス) | Beautiful World -PLANiTb Acoustica Mix- (ビューティフル ワールド プラニットビー アコースティカ ミックス) |
| STT | Nhan đề                                                                                                  | Thời lượng                                                                                               |
| --- | --- | --- |
| 1. | "Beautiful World -PLANiTb Acoustica Mix-"                                                                | 5:10 |
| Tổng thời lượng:                                                                                         | Tổng thời lượng:                                                                                         | 5:10 |

| Evangelion:2.0 You Can (Not) Advance. Original Soundtrack (ヱヴァンゲリヲン新劇場版:破 オリジナルサウンドトラック) | Evangelion:2.0 You Can (Not) Advance. Original Soundtrack (ヱヴァンゲリヲン新劇場版:破 オリジナルサウンドトラック)    | Evangelion:2.0 You Can (Not) Advance. Original Soundtrack (ヱヴァンゲリヲン新劇場版:破 オリジナルサウンドトラック) |
| STT | Nhan đề | Thời lượng |
| --- | --- | --- |
| 1. | "2EM01_B01 "At The Very Beginning""                                                                                   | 2:37 |
| 2. | "2EM03_0908" | 0:59 |
| 3. | "2EM04_E4" | 1:42 |
| 4. | "2EM05_KK_B09" | 1:04 |
| 5. | "2EM06_KK_B16" | 0:08 |
| 6. | "2EM07_KK_B09_InDoor"                                                                                                 | 1:04 |
| 7. | "2EM08_B17" | 0:43 |
| 8. | "2EM09_YAMASHITA" | 1:21 |
| 9. | "2EM10_KK_C01_AddGuit"                                                                                                | 1:39 |
| 10. | "2EM11_B16" | 1:42 |
| 11. | "2EM12_KK_A09" | 1:35 |
| 12. | "2EM13_EM20_Alterna"                                                                                                  | 1:56 |
| 13. | "2EM14_EM10C" | 1:06 |
| 14. | "2EM15_0938 "Destiny""                                                                                                | 2:21 |
| 15. | "2EM16_0944 "Fate""                                                                                                   | 1:40 |
| 16. | "2EM17_KK_A08" | 1:35 |
| 17. | "2EM18_KK_C01" | 2:21 |
| 18. | "2EM19_Sor:Mozart no Shudai ni yoru Ensoukyoku (Gekichuu Kyoku) (2EM19_ソル:モーツァルトの主題による変奏曲 (劇中曲))" | 1:00 |
| 19. | "2EM20_KK_A09_Kuriya"                                                                                                 | 1:47 |
| 20. | "2EM21_KK_C01_Str+AcGuit"                                                                                             | 2:26 |
| 21. | "2EM22_KK_A08_Orche"                                                                                                  | 2:07 |
| 22. | "2EM25_Piano_Nu" | 1:37 |
| 23. | "2EM26_EM05B" | 0:32 |
| 24. | "2EM28_EM13" | 0:51 |
| 25. | "2EM29_E5" | 2:00 |
| 26. | "Kyou no Hi wa Sayounara (今日の日はさようなら)"                                                                      | 2:43 |
| 27. | "2EM31_0948 "In My Spirit""                                                                                           | 2:22 |
| 28. | "2EM32_0910 "Keep Your Head Above The Mayhem""                                                                        | 1:34 |
| 29. | "2EM33_0902 "The Final Decision We All Must Take""                                                                    | 3:29 |
| 30. | "2EM34_E13" | 2:00 |
| 31. | "2EM35_Nu02 "Carnage""                                                                                                | 1:38 |
| 32. | "2EM36_E16" | 2:10 |
| 33. | "Tsubasa wo Kudasai (翼をください)"                                                                                   | 4:51 |
| 34. | "2EM38_F02" | 0:46 |
| 35. | "Furimukanaide (Gekichuu Kyoku) (ふりむかないで (劇中曲))"                                                            | 2:55 |
| 36. | "Koi no Kisetsu (Gekichuu Kyoku) (恋の季節 (劇中曲))"                                                                 | 3:22 |
| Tổng thời lượng:                                                                                                   | Tổng thời lượng: | 1:05:43 |

| Evangelion:2.0 You Can (Not) Advance. Original Soundtrack Special Edition (ヱヴァンゲリヲン新劇場版:破 オリジナルサウンドトラック SPECIAL EDITION) | Evangelion:2.0 You Can (Not) Advance. Original Soundtrack Special Edition (ヱヴァンゲリヲン新劇場版:破 オリジナルサウンドトラック SPECIAL EDITION) | Evangelion:2.0 You Can (Not) Advance. Original Soundtrack Special Edition (ヱヴァンゲリヲン新劇場版:破 オリジナルサウンドトラック SPECIAL EDITION) |
| STT | Nhan đề | Thời lượng |
| --- | --- | --- |
| 1. | "2EM01_B01 "At The Very Beginning"" | 2:37 |
| 2. | "2EM03_0908" | 0:59 |
| 3. | "2EM04_E4" | 1:42 |
| 4. | "2EM05_KK_B09" | 1:04 |
| 5. | "2EM06_KK_B16" | 0:08 |
| 6. | "2EM07_KK_B09_InDoor" | 1:04 |
| 7. | "2EM08_B17" | 0:43 |
| 8. | "2EM09_YAMASHITA" | 1:21 |
| 9. | "2EM10_KK_C01_AddGuit" | 1:39 |
| 10. | "2EM11_B16" | 1:42 |
| 11. | "2EM12_KK_A09" | 1:35 |
| 12. | "2EM13_EM20_Alterna" | 1:56 |
| 13. | "2EM14_EM10C" | 1:06 |
| 14. | "2EM15_0938 "Destiny"" | 2:21 |
| 15. | "2EM16_0944 "Fate"" | 1:40 |
| 16. | "2EM17_KK_A08" | 1:35 |
| 17. | "2EM18_KK_C01" | 2:21 |
| 18. | "2EM19_Sor:Mozart no Shudai ni yoru Ensoukyoku (Gekichuu Kyoku) (2EM19_ソル:モーツァルトの主題による変奏曲 (劇中曲))"                              | 1:00 |
| 19. | "2EM20_KK_A09_Kuriya" | 1:47 |
| 20. | "2EM21_KK_C01_Str+AcGuit" | 2:26 |
| 21. | "2EM22_KK_A08_Orche" | 2:07 |
| 22. | "2EM25_Piano_Nu" | 1:37 |
| 23. | "2EM26_EM05B" | 0:32 |
| 24. | "2EM28_EM13" | 0:51 |
| 25. | "2EM29_E5" | 2:00 |
| 26. | "Kyou no Hi wa Sayounara (今日の日はさようなら)"                                                                                                   | 2:43 |
| 27. | "2EM31_0948 "In My Spirit"" | 2:22 |
| 28. | "2EM32_0910 "Keep Your Head Above The Mayhem"" | 1:34 |
| 29. | "2EM33_0902 "The Final Decision We All Must Take""                                                                                                 | 3:29 |
| 30. | "2EM34_E13" | 2:00 |
| 31. | "2EM35_Nu02 "Carnage"" | 1:38 |
| 32. | "2EM36_E16" | 2:10 |
| 33. | "Tsubasa wo Kudasai (翼をください)" | 4:51 |
| 34. | "2EM38_F02" | 0:46 |
| 35. | "Furimukanaide (Gekichuu Kyoku) (ふりむかないで (劇中曲))"                                                                                         | 2:55 |
| 36. | "Koi no Kisetsu (Gekichuu Kyoku) (恋の季節 (劇中曲))"                                                                                              | 3:22 |
| 37. | "At The Very Beginning" | 3:16 |
| 38. | "L'Agresseur" | 2:38 |
| 39. | "Ambassadrice Rouge" | 1:59 |
| 40. | "Des Cordes: opus1" | 3:20 |
| 41. | "Destiny" | 2:52 |
| 42. | "Fate" | 3:36 |
| 43. | "Robe des Champs" | 1:50 |
| 44. | "Des Cordes: opus2" | 3:15 |
| 45. | "Tranquillité" | 3:23 |
| 46. | "Les Bêtes" | 3:26 |
| 47. | "Kyou no Hi wa Sayounara - Tribute to "Sound of Music" (今日の日はさようなら - Tribute to "Sound of Music")"                                       | 3:40 |
| 48. | "In My Spirit" | 3:14 |
| 49. | "Keep Your Heads Above The Mayhem" | 2:28 |
| 50. | "Instabilité: Orchestre" | 3:30 |
| 51. | "The Final Decision We All Must Take" | 4:14 |
| 52. | "Evanescence: mouvement 1" | 0:45 |
| 53. | "Evanescence: mouvement 2" | 2:46 |
| 54. | "Evanescence: mouvement 3" | 2:24 |
| 55. | "Carnage" | 3:26 |
| 56. | "Sin From Genesis" | 2:42 |
| 57. | "Tsubasa wo Kudasai - Tribute to "Sound of Music" (翼をください - Tribute to "Sound of Music")"                                                    | 6:11 |
| 58. | "Instabilité: Piano Solo" | 3:44 |
| 59. | "Mellow 2009" | 3:53 |
| Tổng thời lượng: | Tổng thời lượng: | 2:18:15 |

## Phát hành
Phim chính thức công chiếu tại 120 rạp tại Nhật Bản vào ngày 27 tháng 6 năm 2009 thu hút được 354.852 người và thu về 512.180.200 yen (5.371.000$) và đến cuối năm 2009 thì phim có doanh thu 40.303.632 $ tại Nhật. Phiên bản DVD/BD của phim bắt đầu phát hành vào ngày 26 tháng 10 năm 2010. Không giống như phim trước phiên bản này được phát hành thẳng thành phiên bản 2.22 với các tình tiết mới mà phiên bản chiếu rạp không có. Trước khi được phát hành thì phiên bản đĩa phim đã có 800.000 đơn đặt hàng trước và trong ngày đầu phát hành thì đã có 124.000 bản DVD và 195.000 bản Blu-ray được tiêu thụ giành vị trí đĩa Blu-ray bán chạy nhất trong vòng bốn tuần.
Evangelion Shin Gekijōban: Ha đã công chiếu lần đầu tại Hoa Kỳ ở Liên hoan phim quốc tế Hawaii vào ngày 24 tháng 10 năm 2009. Công chiếu tại Canada tại Liên hoan hoạt hình điện ảnh Waterloo vào ngày 21 tháng 11 năm 2009 cũng như Liên hoan phim Fantasia diễn ra vào ngày 10 tháng 7 năm 2010. Tại Úc thì phim ra mắt tại Liên hoan phim hoạt hình Reel vào tháng 9 năm 2010. Phim cũng tham gia vào Liên hoan phim Sitges tại Tây Ban Nha vào ngày 04 tháng 10 năm 2009. Công chiếu tại châu Âu tại các sự kiện như Lucca Comics năm 2009 vào ngày 01 tháng 11 năm 2009 và Asia Filmfest vào ngày 06 tháng 11 năm 2009. Đến ngày 03 tháng 12 năm 2009 thì bắt đầu công chiếu tại Hồng Kông và Hàn Quốc. FUNimation Entertainment đã đăng ký bản quyền phiên bản tiếng Anh của phim để phát hành tại thị trường Bắc Mỹ với phần công chiếu tại các rạp được đảm nhiệm bởi Eleven Arts nhưng phần này không nhiều phim chỉ ra mắt tại 22 rạp trên toàn bắc Mỹ, Madman Entertainment thì đăng ký phân phối tại Úc và New Zealand, Manga Entertainment thì đăng ký tại Anh và Ireland, Dybex đăng ký tại Pháp, Selecta Visión đăng ký tại Tây Ban Nha, Dynit đăng ký tại Ý, Universum Anime và Universum-Films đăng ký tại Đức, Reanimedia đăng ký tại Nga, Paris Filmes đăng ký tại Bồ Đào Nha và Proware Multimedia International đăng ký tại Đài Loan.

## Đón nhận
Justin Sevakis tại Anime News Network đã khen hướng phát triển và tương tác mới của các nhân vật với nhận xét "Có vẻ như Evangelion 2.0 có tính ổn định tâm lý cao hơn... Nó không vui vẻ hơn nhưng ổn định và tập trung hơn. Và cuối cùng phim bổ sung một lượng lớn tình tiết mới.". Theron Martin cũng tại ANN đã nhận xét nhân vật Asuka trong phim là "Ít mè nheo hơn và trở nên mạnh mẽ hơn phiên bản gốc. Cô được xem là một trong những mẫu người bị xã hội ruồng bỏ trong bản gốc nhưng tại phiên bản này chính cô ruồng lại bỏ xã hội. Chọn việc lái EVA như một niềm kiêu hãnh của riêng mình." ông cũng khen kỹ thuật của Anno trong việc làm phim "Những khoảnh khắc cực đỉnh của những cảnh khủng khiếp được đệm bằng một bài hát nhẹ nhàng, với tiếng hát của trẻ em làm tăng nghịch lý khiến cho cho cảnh tượng trở nên hãi hùng hơn nữa.".
Chris Beveridge tại Mania.com đã viết "Phần hần hai đáng xem nhưng khó nuốt hơn phần một. Phim đáng xem là bởi vì nó giải thích cho người xem thấy rõ hơn về cuộc sống, từ cách Asuka được giới thiệu, nhân vật Mari mới và toàn cảnh thế giới tác động thế nào với các Evangelion... Tất cả mở rộng ra với nhiều thay đổi, những thay đổi có thể làm khó chịu những người hâm mộ truyền thống nhưng chúng giải thích cho những điểm mới trong phim và làm việc đó tốt kể cả khi cốt truyện bị cảm thấy là hơi nhanh khi có nhiều Angel xuất hiện để chống lại chỉ trong thời gian ngắn.". Bài đánh giá tại Toronto Star viết "Không cho người mới xem nhiều thời gian bắt kịp, Evangelion 2.0 chắc chắn sẽ làm rối một số người xem với các lời thoại cô đọng nhiều ý nghĩa và nặng nề, nhưng các thiết kế phức tạp, hình ảnh siêu phân giải đủ bù đắp vấn đề đó, đặc biệt là khi xem ở kích thước màn hình thích hợp.".
Bài phân tích ở tờ The Kansas City Star nói "Các nhân vật phụ rất khó để theo dõi cũng như các lý thuyết thần học thời trung cổ trong phim được thể hiện bởi tất cả các từ diễn tả thần bí kỳ lạ." nhưng khen "Những cảnh chiến đấu tuyệt vời và hình ảnh động tuyệt đẹp. Những yếu tố này không bồi đắp cho tất cả các thiếu sót, nhưng họ đã làm một tác phẩm trong thể loại khó nuốt trở nên dễ dàng thưởng thức hơn cho những người mới.". Rotten Tomatoes đã đánh giá phim là 71%.
Evangelion Shin Gekijōban: Ha đã giành được giải nhất trong thể loại phim hoạt hình tại Liên hoan phim châu Á Lyon năm 2009. Phim cũng giành giải Phim hoạt hình xuất sắc nhất năm trong Lễ trao giải viện hàn lâm Nhật Bản phần dành cho phim hoạt hình năm 2010.

### Thương hiệu
Sadamoto Yoshiyuki đã giúp thiết kế ba đồ chơi Be@rbrick mang hình ba nhân vật Asuka, Rei, và Mari và bắt đầu được đưa ra thị trường ngày 14 tháng 3 năm 2009 cũng như được gửi đính kèm với vé xem phim được đặc trước. NTT DoCoMo và Sharp đã sản xuất loại điện thoại "SH-06A NERV" mà các nhân vật dùng trong phim với sự chỉ đạo thiết kế của Anno Hideaki và Studio Khara. Số lượng loại điện thoại này rất hạn chế, chúng chỉ được bán trong khoảng tháng 6 và tháng 7 năm 2009 với 20.000 mẫu được đặc trước và 10.000 được bán trên thị trường, số lượng mẫu đặc trước được đặc hết trong vòng 5 giờ. ABC-Mart, King Records và Achilles đã sản xuất loại giày mà Unit-01 mang. Ueshima Coffee Co. thì sản xuất thì sản xuất các lon đồ uống có in hình nhân vật. Medicon thì sản xuất một loạt các tượng nhỏ mang hình các nhân vật Shinji, Rei, Asuka và Kaworu trong khi Bandai cũng sản xuất các tượng nhỏ mang hình các đơn vị mecha.